# La vérité est ailleurs (X-Files)
Pour les articles homonymes, voir La vérité est ailleurs.
La vérité est ailleurs (en version originale : My Struggle I, My Struggle II, My Struggle III et My Struggle IV) est un épisode en quatre parties constituant les premier et sixième épisode de la saison 10 et les premier et dixième épisode de la saison 11 de la série télévisée X-Files. 

## Résumé

### Première partie
L'épisode s'ouvre sur un monologue de Fox Mulder détaillant les événements liés aux extraterrestres dans l'histoire, menant à son partenariat avec Dana Scully et leurs enquêtes sur les X-Files. La scène suivante se déroule en 1947, lorsqu'un médecin anonyme est escorté par un homme en noir via un bus jusqu'au site d'un vaisseau spatial écrasé dans le désert du Nouveau-Mexique. Après avoir vu l'épave avec étonnement, le médecin trouve une traînée de sang menant à un être blessé, apparemment un extraterrestre, rampant loin de la scène. Malgré les supplications du médecin, les soldats tirent et tuent l'extraterrestre.
Passant à nos jours, quatorze ans après la fermeture des X-Files, Mulder est contacté par Scully à la demande du directeur adjoint du FBI Walter Skinner, qui veut qu'il rencontre un web-diffuseur en ligne de droite nommé Tad O'Malley. Mulder et Scully se retrouvent à Washington, DC, où ils sont pris en charge par O'Malley dans sa limousine et conduits dans une ferme isolée à Low Moor, en Virginie. À l'intérieur, ils rencontrent une jeune femme nommée Sveta, qui prétend avoir des souvenirs fragmentés de s'être fait voler ses fœtus lors d'enlèvements extraterrestres.et de posséder de l'ADN extraterrestre, que Scully accepte d'examiner. O'Malley emmène Mulder dans un endroit secret où se trouve un avion triangulaire construit à partir d'une technologie extraterrestre. L'engin est appelé « ARV », ou Alien Replica Vehicle.
Au cours de son examen médical, Sveta fait plusieurs observations astucieuses qui font allusion à la relation tendue de Scully avec Mulder, ce qui rend Scully mal à l'aise. Lorsque les résultats du test sur le sang de Sveta reviennent, Scully ordonne immédiatement que l'échantillon soit à nouveau testé. Pendant ce temps, Mulder rencontre le médecin maintenant âgé du site de l'accident du Nouveau-Mexique, un homme qu'il connaît depuis 10 ans. Mulder propose au médecin une nouvelle théorie fondée sur l'« ARV », les souvenirs de Sveta et les indices passés du médecin: Mulder croit maintenant que la colonisation et l'invasion extraterrestre étaient toutes un canular élaboré pour distraire.
Au lieu de cela, Mulder pense qu'il s'agissait d'une « conspiration d'hommes » qui ont utilisé la technologie extraterrestre sur des parties humaines pendant des décennies, et ces événements ont ensuite été transformés en enlèvements extraterrestres. Mulder décrit une conspiration mondiale impliquant la thésaurisation et le test de technologies extraterrestres qui seront utilisées à un moment donné pour organiser une attaque contre l'Amérique et finalement conquérir le monde. Le médecin se réfère à la croyance antérieure de Mulder en la colonisation comme « un non-sens » et dit que Mulder est maintenant proche de la vérité, mais refuse de divulguer le but derrière les enlèvements et les tests sur des sujets humains.
À la suite de ces révélations, Mulder partage sa théorie avec Scully selon laquelle le complot est un groupe armé d'une technologie extraterrestre tentant de renverser la démocratie et de prendre le pouvoir sur le monde. Avant qu'O'Malley ne puisse rendre publiques ses affirmations, son site Web est fermé, l'engin « ARV » est détruit et ses scientifiques sont tués par des hommes lourdement armés vêtus d'uniformes militaires et un OVNI intercepte Sveta alors qu'elle conduit, elle tente de s'échapper mais est tuée lorsque sa voiture est détruite dans une explosion. Mulder et Scully se rencontrent dans un parking sombre et Scully révèle que l'échantillon d'ADN re-testé de Sveta confirme qu'elle possède en fait de l'ADN extraterrestre; un test que Scully a effectué sur elle-même a révélé qu'elle le faisait aussi. Mulder déclare que Sveta est la clé pour exposer le complot et les responsables. Ils reçoivent alors une convocation urgente de Skinner leur demandant de le rencontrer.
L'épisode se termine en révélant le fumeur vivant de nos jours, recevant par téléphone que les X-Files ont été rouverts.

### Deuxième partie
Six semaines après les événements de la première partie, Scully arrive au siège du FBI pour constater que Mulder a disparu après avoir regardé un extrait de l'émission d'information en ligne de Tad O'Malley (qui avait été relancée). Alors que Scully informe Skinner et Einstein de l'absence de Mulder, Mulder tente de quitter Washington - visiblement malade et gravement meurtri. De retour à Washington, DC, Scully reçoit un appel téléphonique d'O'Malley, qui est arrivé chez Mulder pour une réunion pré-arrangée et a trouvé des signes de lutte. O'Malley explique qu'il soupçonne que de l'ADN extraterrestre a été injecté à chaque citoyen américain afin de faciliter l'épidémie généralisée du virus Spartan. Conçue pour dépouiller les humains de leur système immunitaire, cette contagion se manifeste rapidement à l'échelle nationale, Scully et Einstein notant une forte augmentation du nombre de patients admis dans les hôpitaux et les centres de triage.
Miller trouve une application de suivi téléphonique sur l'ordinateur de Mulder, note sa position à Spartanburg, en Caroline du Sud, et quitte Washington afin de le retrouver, tandis qu'Einstein remet en question les théories médicales de Scully. Scully, acceptant qu'Einstein puisse avoir raison, reçoit un appel téléphonique de l'ancienne agente de X-Files Monica Reyes (Annabeth Gish), qui demande à se rencontrer, affirmant qu'elle sait comment développer un vaccin. Au cours de leur rencontre, Reyes révèle que, peu de temps après la fermeture des X-Files, elle a été contactée par le fumeur grièvement blessé, qui avait survécu à la confrontation au Nouveau-Mexique. Le fumeur propose d'assurer à Scully et Reyes une place parmi les survivants désignés de la fin des temps, en échange de l'aide de Reyes dans l'effort de colonisation. Reyes quitte le FBI peu de temps après et est absente lorsque Scully « la regarde » en 2015. Reyes révèle également qu'elle a passé les douze dernières années à aider le fumeur, mais dans l'intention d'arrêter l'invasion de l'intérieur du Syndicat.
Scully et Einstein tentent de développer un vaccin en utilisant l'ADN de Scully. Scully se rend compte qu'elle est protégée de la contagion par une combinaison des génomes extraterrestres qui sont restés après son enlèvement et ses expériences, et les anomalies d'ADN instillées en elle à la demande de Reyes. C'est l'absence d'ADN extraterrestre qui rend tout le monde sensible. Mulder, quant à lui, s'approche de fumeur de cigarettes, qui lui offre une chance de survivre à l'épidémie. Mulder refuse et est retrouvé par Miller, qui le renvoie à Washington dans l'espoir de trouver un remède. O'Malley dit à la nation qu'un ami, un médecin, l'a informé de l'existence d'un vaccin. Après avoir administré un vaccin à Einstein, Scully se rend chez Mulder et Miller, les trouvant au pont de la 14e rue. Elle se rend compte que Mulder est trop gravement malade pour survivre sans une greffe de cellules souches. Lorsque Miller demande comment cela sera possible, Scully répond que William, leur fils, devra être le donneur. Alors que Scully et Miller discutent du pronostic de Mulder, Mulder commence à succomber au virus. Soudain, un faisceau de lumière brille sur Miller, Scully et Mulder, et un OVNI en forme de triangle descend lentement et plane au-dessus d'eux.
L'épisode se termine avec Scully regardant les lumières du vaisseau spatial, brillant directement sur elle et ses partenaires.

### Troisième partie
L'épisode s'ouvre sur une introduction de l'homme à la cigarette (alias le fumeur) (William B. Davis), dans laquelle son nom complet est révélé sous le nom de Carl Gerhard Busch. Scully se réveille à l'hôpital après avoir eu une crise , réalisant maintenant que l' invasion apparente était une vision et ne s'est pas encore produite. Elle essaie d'avertir Mulder de la peste. Mulder suppose initialement que les divagations de Scully sont le produit de sa maladie, mais quitte l'hôpital pour enquêter. Ailleurs, l'agent Jeffrey Spender est poursuivi et renversé par une voiture dans un parking. Spender se cache derrière la porte d'un immeuble alors que son agresseur potentiel demande où se trouve un garçon. Spender appelle Mulder et le fumeur intercepte l'appel, révélant qu'il est dans une pièce avec Monica Reyes. Une poursuite en voiture se déroule bientôt dans laquelle Mulder est capable d'échapper à un autre homme.
Spender apparaît plus tard au chevet de Scully, révélant que quelqu'un cherche William. Il rechigne d'abord à lui dire où se trouve son fils, ne révélant que le nom de la famille qui l'a adopté - Van De Kamp. Mulder suit un homme de main qui, selon lui, l'emmènera au fumeur de cigarettes, mais il arrive ailleurs avec de mystérieux conspirateurs ; MY et Erika Price (Barbara Hershey). Le couple dit qu'ils faisaient autrefois partie du Syndicat, mais qu'ils ont leur propre programme impliquant la colonisation de l'espace. Ils essaient de négocier avec Mulder pour qu'il remette son fils, mais Mulder refuse.
Walter Skinner essaie de rencontrer Scully, mais ne la trouve pas. Alors qu'il se dirige vers sa voiture, il est rencontré à l'intérieur par le fumeur et Reyes, ce dernier le tenant sous la menace d'une arme. L'homme à la cigarette demande à Skinner de tourner le dos à l'humanité en échange d'une immunité contre le virus Spartan, mais Skinner est très hésitant. Pendant ce temps, Scully essaie de quitter l'hôpital mais ses crises reviennent, la faisant planter sa voiture. Elle est sauvée par les agents Einstein et Miller, et est réadmise à l'hôpital. Les deux agents quittent la pièce. Un assassin envoyé par M. Y et Erika entre et tente d'étouffer Scully, mais Mulder intervient et la sauve en coupant le cou de l'assassin.
Après que Mulder ait tué l'assassin, Scully dit qu'elle ne pense pas que le fumeur l'ait envoyé. Elle révèle ensuite que ses visions viennent de William. Alors que Skinner entre, Mulder le confronte car il sent la fumée. Dans un flashback de Skinner dans une voiture avec le fumeur, ce dernier déclare dans un autre flashback que c'est lui, et non Mulder, qui a artificiellement imprégné Scully. La scène finale (floue) montre un adolescent, vraisemblablement William, ayant des convulsions.

### Quatrième partie
À la suite des événements de l'épisode Ghouli, William est devenu un fugitif des agents du gouvernement car il est au cœur des plans du fumeur de cigarettes. Réfléchissant à son enfance difficile, il décide de trouver le fumeur pour apprendre la vérité sur sa nature. Mulder et Scully reçoivent un appel de Monica Reyes, les avertissant que William a été arrêté et escorté jusqu'à un entrepôt du gouvernement dans le Maryland. Scully, qui a lutté contre la maladie et les visions de l'avenir grâce à son lien psychique avec William, prédit qu'il ne sera pas là. Mulder s'infiltre dans le bâtiment, mais est obligé de tuer les agents et MY avant qu'il ne puisse les interroger et il ne trouve aucune trace de William.
Scully identifie un groupe de gagnants de loterie dans le nord-est du Tennessee, ce qui, selon elle, est un effet secondaire de la présence de William. Mulder reprend la piste mais est lui-même suivi par un agent du gouvernement. William fait du stop avec un chauffeur de camion, seulement pour le terrifier avec ses pouvoirs. Mulder quitte la frustration et anticipe à la place que William se dirige vers Norfolk. Pendant ce temps, William est récupéré par l'agent qui suit Mulder. Avec l'aide de Sarah Turner et Brianna Stapleton — les deux filles au centre de l'épisode Ghouli — et de l'amie de Sarah, Maddy, Mulder localise finalement William dans un hôtel de Norfolk. Il convainc William de lui parler alors qu'une unité de soldats, dirigée par Erika Price, localise la voiture de l'agent. L'agent est mort, déchiré par William. L'unité de Price descend dans la chambre d'hôtel de William et tente de l'arrêter. William retourne ses pouvoirs sur eux, les faisant exploser. Il perd presque le contrôle et épargne Mulder, mais retrouve son sang-froid et fuit la scène alors que les médias descendent sur l'hôtel.
Dans le but de faire gagner plus de temps à Mulder, Scully contacte le webcasteur en ligne de droite Tad O'Malley et affirme que l'incident à l'hôtel faisait partie du projet de libération d'un agent pathogène d'origine humaine développé à partir d'un virus extraterrestre. Mulder est nommé comme source de l'histoire, incitant le directeur Kersh à ordonner à Walter Skinner de fermer les X-Files une fois pour toutes et de renvoyer Mulder et Scully de leurs fonctions. Scully reçoit une autre vision, cette fois de la mort de Mulder et supplie Skinner de l'aider à le sauver. Mulder suit William dans une usine abandonnée sur la côte. Scully arrive peu de temps après et Mulder suggère qu'ils renoncent à chercher William parce qu'il ne veut pas être retrouvé et parce qu'ils ne peuvent pas le protéger. Scully refuse de reculer, pressant Mulder pour plus de détails lorsque le vrai Mulder arrive ; le Mulder Scully à qui parlait était William déguisé. Alors que les deux le poursuivent à travers l'usine, Skinner se rend compte qu'ils ont été suivis par Reyes et le fumeur. Le fumeur force la voiture à renverser Skinner. Skinner tire sur la voiture et tue Reyes. Il tente alors de distancer la voiture mais est écrasé entre deux voitures.
Le fumeur affronte Mulder sur le front de mer. Mulder le nargue et le fumeur lui tire une balle dans la tête et il tombe à l'eau, reflétant la vision de Scully de la mort de Mulder. Le vrai Mulder apparaît, tirant sur le fumeur, qui se rend compte qu'il a tiré sur William (déguisé en Mulder). Le fumeur tombe à l'eau et son corps est emporté par le courant. Dans la foulée, Mulder et Scully se réconfortent. Scully révèle que William n'était pas leur enfant mais une expérience créée par le fumeur et implantée en elle ; elle dit qu'elle n'a jamais été une mère pour lui et qu'elle et Mulder n'ont jamais été destinées à l'élever. Ayant finalement appris la vérité sur la filiation de William, Mulder se débat avec la connaissance jusqu'à ce que Scully révèle qu'elle est enceinte de son enfant, une apparente impossibilité. Alors que les deux s'embrassent, William refait surface de l'eau ailleurs, conscient et vivant.

## Accueil

### Première partie
La première partie a fait ses débuts le 15 février 2016, et a été regardé par 7,07 millions de téléspectateurs, une diminution par rapport à l'épisode précédent qui compte 8,31 millions de téléspectateurs. Il a obtenu une côte de 6,1 sur l'échelle de Nielsen, dans la tranche démographique des 18 à 49 ans (l'échelle de Nielsen est un système de mesure d'audience qui déterminent la taille de l'audience et la composition de la programmation télévisée aux États-Unis), ce qui signifie que l'épisode a été vu par 6,1 % de toutes les personnes âgées de 18 à 49 ans qui regardaient la télévision au moment de la diffusion de l'épisode[réf. nécessaire].

### Deuxième partie
La deuxième partie a reçu des critiques généralement négatives de la part des critiques. Sur Rotten Tomatoes, l'épisode a reçu une cote d'approbation de 32 % et une note moyenne de 4,7/10. Le consensus se lit comme suit : « Malgré des intentions nobles sans doute, My Struggle II sert de conclusion décevante et bâclée à la renaissance tant attendue de X-Files - et un argument douloureusement convaincant selon lequel il valait mieux laisser la série 'là-bas' ». 
Lors de sa diffusion initiale aux États-Unis le 22 février 2016, il a reçu 7,60 millions de téléspectateurs, une augmentation de l'audience par rapport aux 7,07 millions de téléspectateurs de la semaine précédente.

### Troisième partie
La troisième partie a reçu des critiques généralement mitigées à négatives de la part des critiques. Sur Rotten Tomatoes, il a un taux d'approbation de 33 % avec une note moyenne de 5,96 sur 10 basée sur neuf avis. 
Lors de sa première diffusion aux États-Unis le 3 janvier 2018, il a attiré 5,2 millions de téléspectateurs, soit une baisse de 62 % du nombre de téléspectateurs par rapport à la première de la saison précédente en 2016, qui comptait 16,2 millions de téléspectateurs. Au Royaume-Uni, où l'épisode a été diffusé le 5 février 2018 sur Channel 5, il a été regardé par un total de 1,87 million de téléspectateurs sur une période de 28 jours, y compris sur la chaîne Channel 5+1, et le service à la demande My5.

### Quatrième partie
La quatrième partie a reçu des critiques généralement négatives de la part des critiques. Sur Rotten Tomatoes, il a un taux d'approbation de 31 % avec une note moyenne de 5,49 sur 10 basée sur 13 avis. Le consensus critique du site se lit comme suit : « My Struggle IV termine la saison — et peut-être la série — sur une note aigre sans chimie d'acteur, une conclusion gratifiante ou tout type d'adieu approprié à la principale dame de X-Files ».